# Formule 2 v roce 2012
Formule 2 v roce 2012 byla čtvrtou a zároveň poslední sezónou závodní série Formule 2. Začala v britském Silverstonu dne 14. dubna a skončila v Monze v Itálii dne 30. září. V sezóně zvítězil britský závodník Luciano Bacheta před Švýcarem Mathéom Tuscherem.

## Jezdecké složení
| No. | Jezdec               | Závody   |
| --- | -------------------- | -------- |
| 3   | Max Snegirev         | 2–5, 7–8 |
| 4   | Luciano Bacheta      | Vše      |
| 5   | Parthiva Sureshwaren | 1–4      |
| 6   | Vittorio Ghirelli    | 4        |
| 7   | David Zhu            | Vše      |
| 8   | Plamen Kralev        | Vše      |
| 9   | Mihai Marinescu      | Vše      |
| 10  | Alex Fontana         | Vše      |
| 11  | Kourosh Khani        | 1–2, 4–5 |
| 12  | Mathéo Tuscher       | Vše      |
| 13  | José Luis Abadín     | 1        |
| 14  | Mauro Calamia        | 1–6      |
| 15  | Victor Guerin        | 2        |
| 18  | Dino Zamparelli      | Vše      |
| 19  | Christopher Zanella  | Vše      |
| 20  | Daniel McKenzie      | Vše      |
| 22  | Axcil Jefferies      | 3–8      |
| 23  | Samuele Buttarelli   | 1        |
| 24  | Kevin Mirocha        | Vše      |
| 27  | Markus Pommer        | Vše      |
| 33  | Harald Schlegelmilch | 8        |
| 35  | Hector Hurst         | Vše      |
| 51  | Richard Gonda        | 7        |

## Výsledky a pořadí
| Závod | Závod | Lokace                      | Okruh                              | Datum        | Pole position       | Nejrychlejší kolo   | Vítěz závodu        |
| ----- | ----- | --------------------------- | ---------------------------------- | ------------ | ------------------- | ------------------- | ------------------- |
| 1     | Z1    | Silverstone, Velká Británie | Silverstone                        | 14. dubna    | Mathéo Tuscher      | Mihai Marinescu     | Luciano Bacheta     |
| 1     | Z2    | Silverstone, Velká Británie | Silverstone                        | 15. dubna    | Mihai Marinescu     | Luciano Bacheta     | Luciano Bacheta     |
| 2     | Z1    | Portimão, Portugalsko       | Autódromo Internacional do Algarve | 28. dubna    | Luciano Bacheta     | Mathéo Tuscher      | Luciano Bacheta     |
| 2     | Z2    | Portimão, Portugalsko       | Autódromo Internacional do Algarve | 29. dubna    | Mathéo Tuscher      | Luciano Bacheta     | Luciano Bacheta     |
| 3     | Z1    | Nürburg, Německo            | Nürburgring                        | 26. května   | Mihai Marinescu     | Mihai Marinescu     | Mihai Marinescu     |
| 3     | Z2    | Nürburg, Německo            | Nürburgring                        | 27. května   | Christopher Zanella | Christopher Zanella | Christopher Zanella |
| 4     | Z1    | Stavelot, Belgie            | Circuit de Spa-Francorchamps       | 23. června   | Markus Pommer       | Markus Pommer       | Markus Pommer       |
| 4     | Z2    | Stavelot, Belgie            | Circuit de Spa-Francorchamps       | 24. června   | Luciano Bacheta     | Luciano Bacheta     | Luciano Bacheta     |
| 5     | Z1    | Kelt, Velká Británie        | Brands Hatch                       | 14. července | Luciano Bacheta     | Mihai Marinescu     | Kevin Mirocha       |
| 5     | Z2    | Kelt, Velká Británie        | Brands Hatch                       | 15. července | Mihai Marinescu     | Christopher Zanella | Mihai Marinescu     |
| 6     | Z1    | Le Castellet, Francie       | Circuit Paul-Ricard                | 21. července | Mathéo Tuscher      | Christopher Zanella | Mathéo Tuscher      |
| 6     | Z2    | Le Castellet, Francie       | Circuit Paul-Ricard                | 22. července | Markus Pommer       | Luciano Bacheta     | Markus Pommer       |
| 7     | Z1    | Mogyoród, Maďarsko          | Hungaroring                        | 8. září      | Kevin Mirocha       | Alex Fontana        | Alex Fontana        |
| 7     | Z2    | Mogyoród, Maďarsko          | Hungaroring                        | 9. září      | Markus Pommer       | Markus Pommer       | Markus Pommer       |
| 8     | Z1    | Monza, Itálie               | Autodromo Nazionale Monza          | 29. září     | Mathéo Tuscher      | Christopher Zanella | Mathéo Tuscher      |
| 8     | Z2    | Monza, Itálie               | Autodromo Nazionale Monza          | 30. září     | Markus Pommer       | Luciano Bacheta     | Christopher Zanella |

### Pořadí jezdců
| Poř. | Jezdec               | SIL | SIL | ALG | ALG | NÜR | NÜR | SPA | SPA | BRH | BRH | LEC | LEC | HUN | HUN | MNZ | MNZ | Body  |
| ---- | -------------------- | --- | --- | --- | --- | --- | --- | --- | --- | --- | --- | --- | --- | --- | --- | --- | --- | ----- |
| 1    | Luciano Bacheta      | 1   | 1   | 1   | 1   | 2   | 6   | Ret | 1   | 3   | 6   | 2   | 5   | 3   | 8   | 4   | 3   | 231,5 |
| 2    | Mathéo Tuscher       | 6   | 5   | 2   | 2   | 5   | 3   | 3   | 8   | 2   | Ret | 1   | 2   | Ret | 2   | 1   | 5   | 210   |
| 3    | Christopher Zanella  | 2   | 8   | 6   | 4   | 3   | 1   | 5   | 4   | 6   | 2   | 8   | 3   | 5   | 6   | 2   | 1   | 196   |
| 4    | Markus Pommer        | 8   | 7   | 4   | 3   | 9   | 4   | 1   | 2   | 5   | 5   | 5   | 1   | NC  | 1   | 8   | 14  | 169   |
| 5    | Mihai Marinescu      | 4   | 2   | 10  | Ret | 1   | 2   | 4   | 12  | 4   | 1   | 7   | 7   | Ret | 7   | 6   | 4   | 161   |
| 6    | Kevin Mirocha        | 12  | 11  | 3   | 8   | 4   | 10  | Ret | 3   | 1   | 4   | 6   | 4   | 2   | 4   | 3   | 2   | 159,5 |
| 7    | Alex Fontana         | 3   | 3   | 7   | 10  | 6   | 5   | 8   | 5   | Ret | 7   | 14  | Ret | 1   | 5   | 9   | 6   | 115   |
| 8    | Dino Zamparelli      | 9   | 6   | 8   | 5   | 13  | 7   | 7   | 10  | Ret | 3   | 4   | 6   | 6   | 3   | 7   | 7   | 106,5 |
| 9    | Daniel McKenzie      | 5   | 4   | 13  | 6   | 8   | 8   | 2   | 18  | 10  | 8   | 3   | 8   | 4   | 9   | 11  | 10  | 95    |
| 10   | Hector Hurst         | 7   | 10  | 9   | 7   | 10  | 11  | 9   | 9   | 7   | 12  | 9   | Ret | Ret | 14  | Ret | Ret | 27    |
| 11   | David Zhu            | 11  | 9   | 5   | 12  | 7   | 9   | 10  | 13  | Ret | 13  | 13  | 12  | 10  | 11  | 12  | 11  | 22    |
| 12   | Axcil Jefferies      |     |     |     |     | 14  | DNS | Ret | 7   | 8   | 9   | 10  | 10  | Ret | 10  | 10  | 8   | 17    |
| 13   | Harald Schlegelmilch |     |     |     |     |     |     |     |     |     |     |     |     |     |     | 5   | 9   | 12    |
| 14   | Vittorio Ghirelli    |     |     |     |     |     |     | 6   | 6   |     |     |     |     |     |     |     |     | 12    |
| 15   | Max Snegirev         |     |     | 17  | 15  | Ret | 14  | Ret | 16  | Ret | 14  |     |     | 7   | 15  | 14  | 12  | 6     |
| 16   | Richard Gonda        |     |     |     |     |     |     |     |     |     |     |     |     | 8   | 12  |     |     | 4     |
| 17   | Plamen Kralev        | 15  | 15  | 15  | 13  | 11  | DNS | 13  | 17  | 11  | Ret | 12  | 9   | 9   | 13  | 13  | 13  | 4     |
| 18   | Mauro Calamia        | 14  | 12  | 12  | 11  | 15  | 13  | 12  | 14  | 9   | 11  | 11  | 11  |     |     |     |     | 2     |
| 19   | Victor Guerin        |     |     | 11  | 9   |     |     |     |     |     |     |     |     |     |     |     |     | 2     |
| 20   | Kourosh Khani        | 10  | 13  | 14  | Ret |     |     | Ret | 15  | Ret | 10  |     |     |     |     |     |     | 2     |
| 21   | Parthiva Sureshwaren | 16  | 14  | 16  | 14  | 12  | 12  | 11  | 11  |     |     |     |     |     |     |     |     | 0     |
| 22   | José Luis Abadín     | 13  | 16  |     |     |     |     |     |     |     |     |     |     |     |     |     |     | 0     |
|      | Samuele Buttarelli   | Ret | Ret |     |     |     |     |     |     |     |     |     |     |     |     |     |     | 0     |
| Poř. | Jezdec               | SIL | SIL | ALG | ALG | NÜR | NÜR | SPA | SPA | BRH | BRH | LEC | LEC | HUN | HUN | MNZ | MNZ | Body  |

| Legenda k tabulce | Legenda k tabulce                                                                       |
| Barva             | Výsledek                                                                                |
| ----------------- | --------------------------------------------------------------------------------------- |
| Zlatá             | Vítěz                                                                                   |
| Stříbrná          | 2. místo                                                                                |
| Bronzová          | 3. místo                                                                                |
| Zelená            | Bodované umístění                                                                       |
| Modrá             | Nebodované umístění                                                                     |
| Modrá             | Dokončil neklasifikován (NC)                                                            |
| Fialová           | Odstoupil (Ret)                                                                         |
| Červená           | Nekvalifikoval se (DNQ)                                                                 |
| Červená           | Nepředkvalifikoval se (DNPQ)                                                            |
| Černá             | Diskvalifikován (DSQ)                                                                   |
| Bílá              | Nestartoval (DNS)                                                                       |
| Bílá              | Závod zrušen (C)                                                                        |
| Světle modrá      | Pouze trénoval (PO)                                                                     |
| Světle modrá      | Páteční testovací jezdec (TD)                                                           |
| Bez barvy         | Netrénoval (DNP)                                                                        |
| Bez barvy         | Vyřazen (EX)                                                                            |
| Bez barvy         | Nepřijel (DNA)                                                                          |
| Bez barvy         | Odvolal účast (WD)                                                                      |
| Bez barvy         | Nezúčastnil se (prázdné)                                                                |
| Označení          | Význam                                                                                  |
| Tučnost           | Pole position                                                                           |
| Kurzíva           | Nejrychlejší kolo                                                                       |
| †                 | Jezdec nedojel do cíle, ale byl klasifikován, protože odjel více než 90 % délky závodu. |
| ‡                 | Byl udělován poloviční počet bodů, protože bylo odjeto méně než 75 % délky závodu.      |
| Horní index       | Umístění bodujících jezdců ve sprintu                                                   |

- Při druhém závodě ve Spa byly kvůli silnému dešti vyvěšeny ve čtvrtém kole červené vlajky. Závod byl nakonec ukončen a jezdci získali poloviční počet bodů, protože nebylo odjeto více než 75% délky závodu.